# Vallkärra gård
Vallkärra gård is een plaats in de gemeente Lund, in de Zweedse provincie Skåne län en het landschap Skåne. De plaats heeft 52 inwoners (2005) en een oppervlakte van 5 hectare.